# Knightscope
 (novembre 2014).
Knightscope est une entreprise américaine spécialisée en robotique et basée à Mountain View, en Californie.
Elle est essentiellement connue pour son K5 (lui-même connu comme Knightscope par métonymie), un robot autonome utilisé pour la surveillance et la prévention de la criminalité. Créé à l'origine à la suite de la tuerie de l'école primaire Sandy Hook, il détecte les crimes en utilisant une variété de capteurs (caméra vidéo, capteurs thermiques, télémètre laser, radar, capteurs de qualité de l'air, microphone, etc.). Si le K5 détecte un bruit anormal, un changement de température ou une présence non autorisée, il alerte les autorités locales.
Microsoft a fait mention de l'utilisation de K5 sur son campus californien.
Le 17 juillet 2017, un K5 utilisé dans un centre commercial de Washington est retrouvé dans un bassin. Il est indiqué que la machine est en location à 7 dollars (6 euros) de l'heure.
Un K5 équipe la police de New-York en 2023, mais début 2024 il est retiré du service, ne satisfaisant pas.